# Висмута субсалицилат
Ви́смута субсалицила́т, эмпирическая формула C7H5BiO4, представляет собой коллоидное вещество, полученное путём гидролиза салицилата висмута (Bi{C6H4(OH)CO2}3). Это препарат, используемый для лечения изжоги, нарушений пищеварения, расстройства желудка, тошноты.
В разговорном языке более известен как ро́зовый висмут, он является активным ингредиентом таких препаратов как Пепто-Бисмол (англ. Peptobismol). Используется в качестве лекарственного препарата с 1901 года.

## Фармакология
Как производное салициловой кислоты, субсалицилат висмута проявляет противовоспалительное и бактерицидное действие, а также действует как антацид.
В отношении спиралевидных бактерий Helicobacter pylori обладает выраженной активностью. Образует нерастворимое защитное покрытие в месте локализации язвы, повышает устойчивость слизистой оболочки желудка к воздействию пепсина, соляной кислоты и пищеварительных ферментов. Висмута субсалицилат повышает выработку слизи в желудке и улучшает её защитные свойства.

## Структура
Префикс «суб» в названии имеет отношение к высокому содержанию кислорода в молекуле и наличию фрагментов Bi-O в молекуле.
Несмотря на широкое использование и коммерческое значение, точная структура вещества долго оставалась неопределенной. Однако, с помощью современных методов электронной кристаллографии было установлено, что это слоистый полимер с формулой BiO(C7H5O3). Определение субсалицилата висмута долгое время было затрудено маленьким размером частиц и дефектами внутри структуры, возникающими из-за вариаций в расположении субсалицилатных слоёв.